# Cathédrale Notre-Dame-de-l'Assomption de Riez
La cathédrale Notre-Dame-de-l'Assomption de Riez se situe à Riez dans les Alpes-de-Haute-Provence dans le diocèse de Digne, Riez et Sisteron. Elle a été le siège du diocèse de Riez jusqu'en 1801, date où il a été officiellement aboli par le concordat et transféré au sein du diocèse de Digne.

## Histoire
Au XIVe siècle, l'évêque de Riez autorise le démantèlement, pour le réemploi des matériaux de construction, de la première cathédrale, Notre-Dame-de-la-Sède, construite, ainsi que le baptistère à l'époque paléochrétienne.
Dans la nuit du 18 mai 1842, une partie de la nef s'effondra, causant un grand traumatisme au sein de la communauté riézoise qui se mobilisa pour le financement de sa reconstruction, malgré l'état financier désastreux de la ville. La cérémonie de la pose symbolique de la première pierre se déroule le 8 octobre 1844. Malheureusement, la voûte s'effondra une nouvelle fois en octobre 1952.
Aujourd’hui, la cathédrale nécessite une nouvelle fois d'engager des travaux de restauration. Les murs latéraux de l’église se dégradent peu à peu, minés par l’écoulement des eaux pluviales, menaçant la conservation des œuvres qu’elle abrite (toiles peintes des XVIIIe et XIXe siècle, chaire et stalles en noyer du XVIe, statue de la Piéta de Botinelly…).

## Description

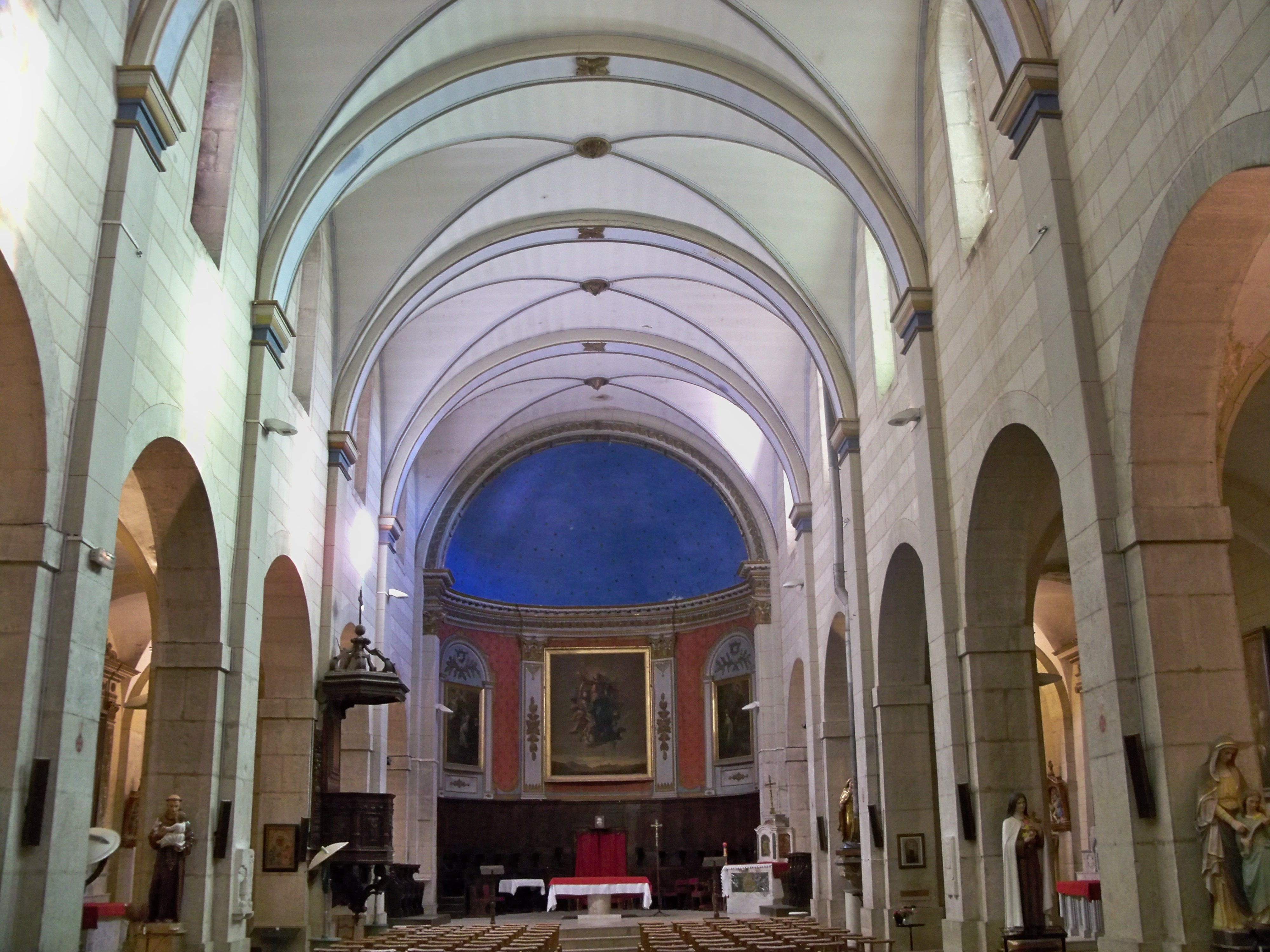
La nef de la cathédrale.